# غو يوان
غو يوان (بالصينية: 顾原) هي منافسة ألعاب القوى صينية، ولدت في 9 مايو 1982.

## وصلات خارجية
- غو يوان على موقع الاتحاد الدولي لألعاب القوى (الإنجليزية)
- غو يوان على موقع أوليمبيديا (الإنجليزية)
- غو يوان على موقع اللجنة الأولمبية الصينية (الإنجليزية)